# Jazz orkestar Hrvatske radiotelevizije
Jazz orkestar Hrvatske radiotelevizije, nekada Plesni orkestar Radio Zagreba, osnovan je 1946. godine, što je u povijesti big bandova rijetkost. Plesni orkestar RTZ-a, preteča današnjeg Jazz orkestra HRT-a, osnovan je u sezoni 1946./47. za potrebe Radija i sastavljen od najboljih glazbenika iz nekoliko ansambala, okupljenih pod vodstvom Zlatka Černjula. Posebno mjesto među njima pripada Miljenku Prohaski, koji je orkestar vodio više od 30 godina.

## Nastup
Prvim nastupom na Bledu 1962. počinje nova faza u radu orkestra - orijentacija na vlastiti repertoar. Idejni začetnik te orijentacije bio je Miljenko Prohaska, a pridružili su mu se i mnogi članovi Orkestra. Zbog takve je programske orijentacije Orkestar izgradio specifični stil po kojem se razlikovao od sličnih orkestara u zemlji i u svijetu.
Prvi nastup na međunarodnoj sceni Orkestar je imao u Kölnu 1955. godine.
Mnogi glazbenici svjetskoga ugleda nastupali su kao solisti s Orkestrom u Zagrebu, a neki od njih su:
trubači Art Farmer, Clark Terry i Ted Curson, saksofonisti Johnny Griffin, Sal Nistico, Ernie Wilkins, trombonist Kai Winding, pijanist John Lewis, bubnjar Art Taylor i dr.
Posljednjih desetak godina Orkestar je uspješno vodio Silvije Glojnarić. Sastav je poznat i po glazbenicima mlađeg naraštaja kao Sašu Nestorovića, Davora Križića i druge, kako bi zadržao najvišu umjetničku razinu. Jazz orkestar HRT-a u Zagrebu održava redovitu koncertnu sezonu. Mjesto šefa dirigenta 2009. godine preuzeo je Saša Nestorović.

## Vanjske poveznice
- Službene stranice Hrvatske radiotelevizije